# Amitostigma lepidum
Amitostigma lepidum là một loại thực vật trong họ Orchidaceae.

## Hình ảnh

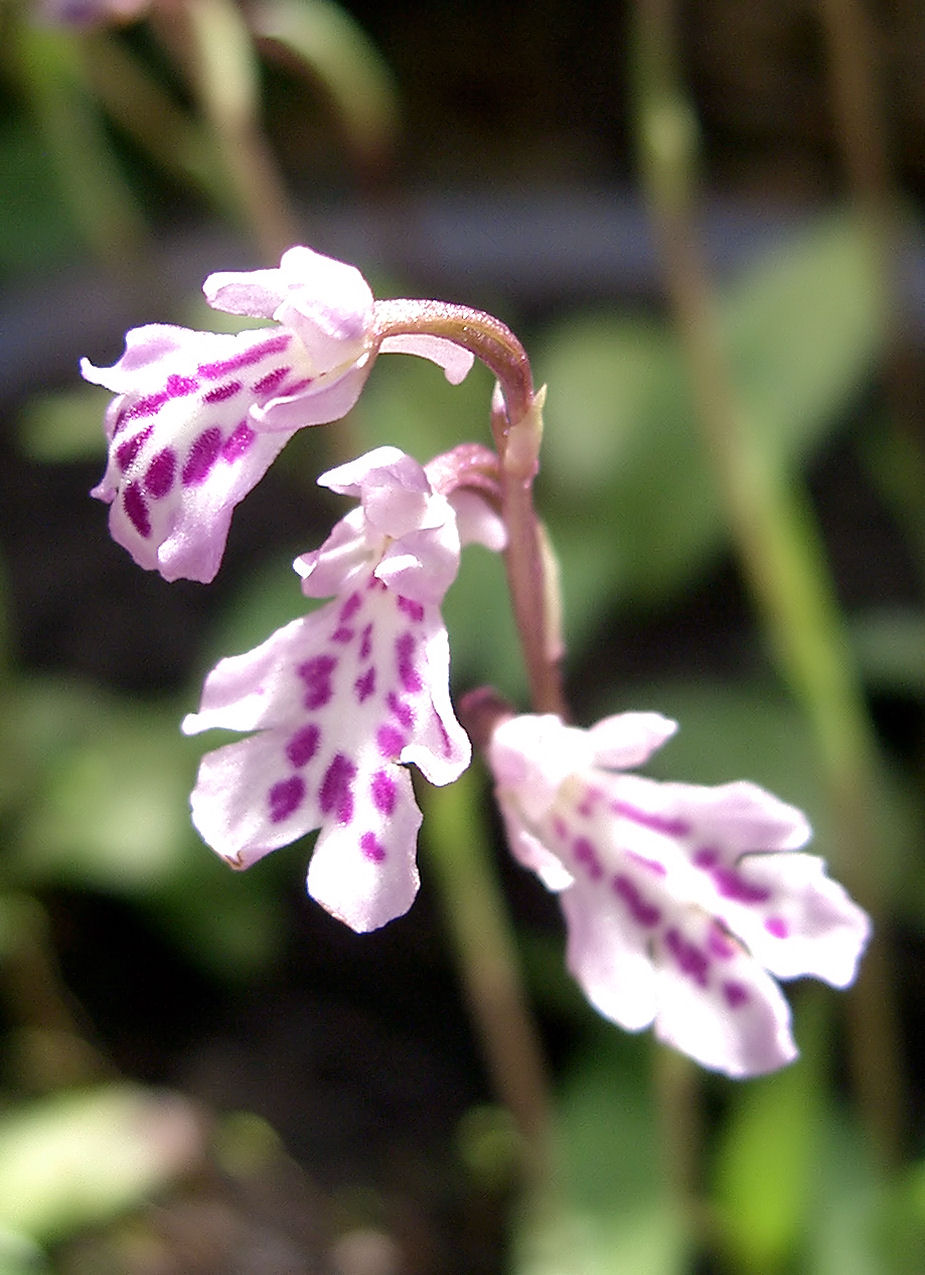
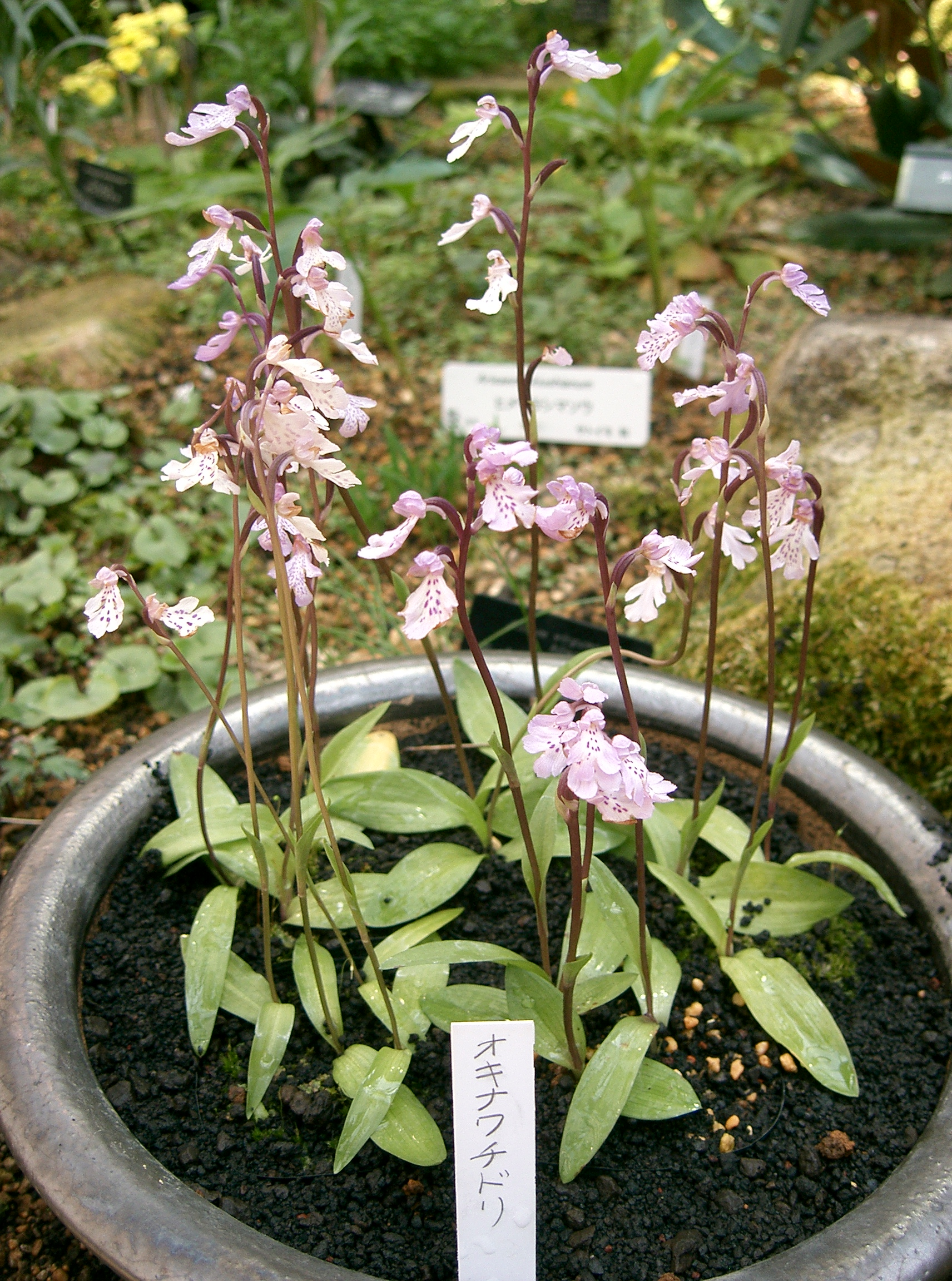